# Navès (Catalogne)
Pour les articles homonymes, voir Naves.
Navès est une commune de la comarque du Solsonès dans la province de Lleida en Catalogne (Espagne).

## Géographie
Commune située dans les Pyrénées.